# 彼得·道森 (游泳运动员)
彼得·道森（英語：Peter Dawson，1957年4月2日—），澳大利亚男子游泳运动员。他曾代表澳大利亚参加1978年英联邦运动会游泳比赛，获得一枚铜牌。他也曾参加1976年夏季奥林匹克运动会。